# Sauce pour calçots
La sauce pour calçots (salvitxada ou salsa de calçots en catalan) est une sauce dans laquelle on trempe les calçots cuits directement sur le feu à l’occasion des calçotades. Il ne faut pas confondre cette sauce avec la sauce romesco. La sauce pour calçots est préparée avec des amandes grillées, des tomates rouges rôties, des piments (nyores ou banya de cabra), de l'ail rôti, de l'huile d'olive, du vinaigre, du sel, du persil et, parfois, d'autres produits tels que du pain grillé, de l'ail cru ou des noisettes grillées. 